# XXXVIII. Reserve-Korps (Deutsches Kaiserreich)
Das XXXVIII. Reserve-Korps war im Ersten Weltkrieg ein Großverband des Deutschen Kaiserreiches. Es führte zwischen April 1915 und Oktober 1917 während seines Einsatzes in den Karpaten und an der mittleren Ostfront den Namen Beskidenkorps und verlegte dann unter seiner ursprünglichen Bezeichnung an die Westfront.

## Gliederung
Das Korps war nach seiner Mobilmachung der 10. Armee unterstellt und wie folgt gegliedert:
- 75. Reserve-Division
  - 75. Reserve-Infanterie-Brigade
  - 75. Reserve-Feldartillerie-Brigade
  - Reserve-Kavallerie-Abteilung Nr. 75
  - Reserve-Pionier-Kompanie Nr. 75
- 76. Reserve-Division
  - 76. Reserve-Infanterie-Brigade
  - 76. Reserve-Feldartillerie-Brigade
  - Reserve-Kavallerie-Abteilung Nr. 76
  - Reserve-Pionier-Kompanie Nr. 76
- 2., 3. und 4. mobile Ersatz-Eskadron/I. Armee-Korps
- Fußartillerie-Bataillon Nr. 38

Im Laufe des Krieges änderte sich die Gliederung mehrfach.

## Geschichte
Der Großverband wurde nach dem Ausbruch des Ersten Weltkriegs im Dezember 1914 gebildet und im Januar 1915 mobilgemacht. Es war ab diesem Zeitpunkt an der Ostfront im Einsatz und führte ab 1. April 1915 die Bezeichnung Beskidenkorps. Am 22. Oktober 1917 verlegte das Korps an die Westfront und erhielt hier wieder seine ursprüngliche Bezeichnung.

Georg von der Marwitz

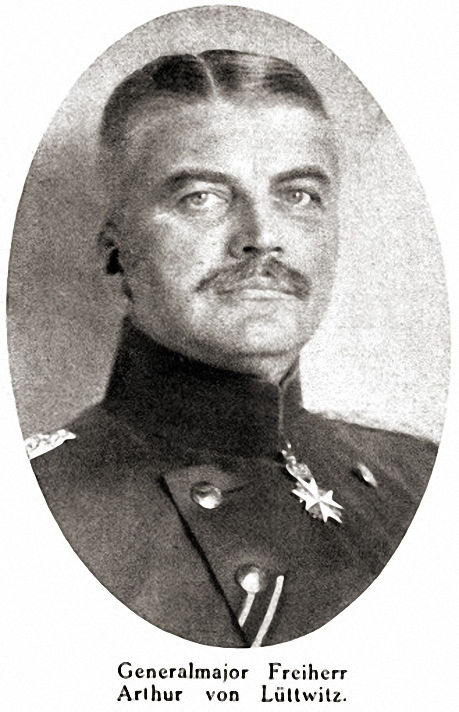
Arthur von Lüttwitz

Am 24. Dezember 1914 übernahm General der Kavallerie von der Marwitz den Befehl des neu aufgestellten XXXVIII. Reserve-Korps, dem anfangs die 75. und 76. Reserve-Division zugeteilt waren. Das Korps wurde dem in Ostpreußen neu aufgestellten Armeekommando 10 des General  Hermann von Eichhorn unterstellt. Während der Winterschlacht in Masuren, griff das Korps – am rechten Flügel der 10. Armee eingesetzt – zusammen mit dem XXXIX. Reserve-Korps und dem XXI. Armee-Korps aus den Raum nördlich Gumbinnen über die russische Grenze nach Osten an. Über Suwałki durchbrechend, gelang im Raum Augustow die Umfassung großer Teile der russischen 10. Armee unter General Thadeus von Sievers. Nach Kämpfen am Bobr-Abschnitt folgten bis Ende März Stellungskämpfe bei Lipniki-Lyse.
Ab 1. April 1915 wurde das Generalkommando in „Beskidenkorps“ umbenannt, erhielt die 25. und  35. Reserve-Division unterstellt. Das Korps wurde in den Ost-Beskiden an der Naht zwischen der k.u.k. 3. Armee (Boroevic) und k.u.k. 2. Armee (Böhm-Ermolli) im Laborczatal vor Mezőlaborc eingeschoben und unterstützte den Durchbruch des Südflügels der 11. Armee auf Sanok durch das eigene Vorgehen auf Lisko. Am 7. Juni 1915 wurde im Raum Czerniawa das k.u.k. XVII. Korps (General Kritek) durch das Beskidenkorps und die 11. bayerische Division freigemacht. Anfang Juli versuchten die 11. Armee und die k.u.k. 4. Armee (Joseph Ferdinand) unter General von Mackensen nach der Rückeroberung von Lemberg durch ein Vorgehen zwischen Bug und Weichsel mit nördlicher Stoßrichtung die Südflanke der in Polen stehenden russischen Westfront aufzurollen. Das Beskidenkorps fungierte während der Bug-Offensive als Bindeglied zwischen der 11. Armee und der östlicher neu formierten Bug-Armee. Am 21. Juli wurde General der Infanterie Max Hofmann zum stellvertretenden Führer des Beskidenkorps ernannt, welches der neu gebildeten Armee unter Alexander von Linsingen zugeteilt wurde. Das Korps beteiligte sich an den Kämpfen um Wojslawice und konnte sich in den Kämpfen bei Cholm (31. Juli) und Ucherka siegreich gegen die russische 3. Armee behaupten. Während Linsingens Bug-Übergangs bei Wlodowa zwischen 16. und 18. August, hatte das Korps Befehl am westlichen Bug-Ufer zu verbleiben und über Koden nordwärts auf Brest-Litowsk vorzustoßen und diese Festung zu erobern. Zusammen mit dem k.u.k. 6. Korps (Arz von Straußenburg) und dem XXII. Reserve-Korps (Eugen von Falkenhayn) der 11. Armee gelang am 25. August schließlich die Einnahme der Festung. Das Korps verfolgte den Gegner zusammen mit dem Korps Gerok (XXIV. Reserve-Korps)  durch die Pripjet-Sümpfe auf Kobryn, das am 29. August eingenommen werden konnte. Nach Kämpfen bei Bereza Kartuska trat das Korps dann zur Armeeabteilung Woyrsch über und beteiligte sich an den Kämpfen um Slonim. Am 8. Oktober 1915 wurde Hofmann zum Kommandierenden General des Beskidenkorps ernannt, als sein Generalstabschef fungierte Oberstleutnant von Lettow-Vorbeck.
Im Folgejahr 1916 ging das Beskidenkorps schließlich zwischen der oberen Schtschara und den Serwetsch in den Stellungskrieg über. Dem Korps unterstanden dabei im Juni 1916 die 35. Reserve-Division (Generalleutnant von der Becke) und die jetzt neu zugeteilte 47. Reserve-Division (Generalleutnant Besser). Während der Baranowitschi-Offensive wurde der Frontabschnitt durch Angriffe der russischen 3. Armee (General Leonid Lesch) daran gehindert, das Zentrum der bedrängten Armeeabteilung Woyrsch zu unterstützen.
Im Juli 1917 verlegte General Hofmann mit dem Generalkommando während der Kerenskioffensive in den Abschnitt Zloczow zurück nach Galizien und wurde der Angriffsgruppe Winckler zugeteilt. Mit der 96. und  223. Division nahm das Korps ab 19. Juli an der Durchbruchsschlacht bei Zalocze in Richtung auf Tarnopol teil. Ende Juli 1917 der Südarmee (Felix von Bothmer) überstellt folgten Kämpfe zwischen Zbrucz und Sereth, nach einer starken russischen Gegenoffensive bei Hussjatyn folgte neuerlich der Übergang zum Stellungskrieg.
Mitte Oktober 1917 wurde das Generalkommando an die Westfront verlegt und ab 31. Oktober unter der Bezeichnung „Gruppe Gorze“ im Rahmen der Armeeabteilung C (Georg Fuchs) zwischen Maas und Mosel eingesetzt.
General Hofmann wurde am 27. Januar 1918 zum Kommandierenden General ernannt. Ab 8. Mai 1918 wurde das Generalkommando wieder als XXXVIII. Reserve-Korps bezeichnet und kam im Rahmen der 18. Armee (Oskar von Hutier) an der Avre zum Einsatz. Ab 9. Juni 1918 führte das Korps mit der 11. und 202. Infanterie-Division, sowie der Bayerischen 9. Reserve-Division in der Schlacht bei Noyon. Anfang August rang das Korps mit der 53. Reserve-Division, 14. und der 222. Infanterie-Division zwischen Oise und Aisne. Während der Rückzugskämpfe wurde General Arthur von Lüttwitz am 15. September 1918 mit dem Kommando des XXXVIII. Reserve-Korps betraut, ihm waren die 42., die 103. Infanterie-Division und die Bayerische 4. Infanterie-Division unterstellt. Das Korps hatte bei Kriegsende noch Befehl, die rückwärtigen Stellung an der Maas zu befestigen.

## Kommandierender General
| Dienstgrad             | Name                   | Datum                                                             |
| ---------------------- | ---------------------- | ----------------------------------------------------------------- |
| General der Kavallerie | Georg von der Marwitz  | 24. Dezember 1914 bis 20. Juli 1915                               |
| Generalleutnant        | Max Paul Otto Hofmann  | 21. Juli bis 7. Oktober 1915 (in Vertretung)                      |
| Generalleutnant        | Max Paul Otto Hofmann  | 08. Oktober 1915 bis 26. Januar 1918 (mit der Führung beauftragt) |
| General der Kavallerie | Manfred von Richthofen | 23. September 1916 bis 19. November 1918 (in Vertretung)          |
| General der Infanterie | Max Paul Otto Hofmann  | 27. Januar bis 2. August 1918                                     |
| Generalleutnant        | Arthur von Lüttwitz    | 03. August bis 14. September 1918 (in Vertretung)                 |
| Generalleutnant        | Arthur von Lüttwitz    | 15. September bis 15. November 1918 (mit der Führung beauftragt)  |